# Kuttner Bálint
Kuttner Bálint Benjámin (Budapest, 1997. június 24. –) magyar színész.

## Életpályája
2018-ban vették fel a Színház- és Filmművészeti Egyetem Tárnoki Márk–Zsámbéki Gábor–Fullajtár Andrea, Jákfalvi Magdolna osztályába. Gyakorlatát a Szombathelyi Weöres Sándor színházban, és a Budapesti Thália színházban végezte. 2023-ban diplomázott. 2023–2024 között a Radnóti Színház tagja. 2024-től a szombathelyi Weöres Sándor Színház színésze.

## Színpadi szerepei
- Ha átléped a küszöbünk[Megj 1] (Ódry Színpad)[6]
- Karsai György–Térey János: Oidipusz király (Ódry Színpad)[6]
- Mohácsi János: Mágnás Miska (6szín)[7]
- Henrik Ibsen: A nagy Ibsen-vizsga, avagy sehol sem jobb a szobalevegő – Manders lelkész / Asszony Wilton (Katona József Színház)[8]
- Dés László–Geszti Péter–Grecsó Krisztián: A Pál utcai fiúk – Csele (Weöres Sándor színház)[9]
- Tracy Letts: Killer Joe – Chris (Thália Színház)[10]
- Hochhuth, Rolf: A helytartó − Kurt Gerstein SS-Oberstrumführer (Katona József Színház, Budapest)[11]
- Szeret, nem szeret: klasszikusok, kortársak és dalok a szerelemről. Szentendrei Teátrum, Szentendre[12]
- Merre jársz? – Piszok (SZFE, Turbina )[13]
- Samuel Bailey: Kutyabaj[14] (Weöres Sándor Színház, Jurányi)
- Szálinger Balázs: Kályha Kati (Radnóti Színház)[15]
- Wajdi Mouawad(wd): Futótűz (Radnóti Színház)[16]
- Szophoklész: Antigoné – Haimón (Radnóti Színház)[17]
- Ödön von Horváth: Istentelen Ifjúság – Z (Radnóti Színház)[18]
- Robert Icke: Oidipusz (Radnóti Színház)[19]

## Filmográfia

### Filmek
| Év   | Cím              | Szerep         |
| ---- | ---------------- | -------------- |
| 2021 | Evolúció         | szovjet katona |
| 2021 | Orlando          |                |
| 2022 | Nyugati nyaralás | Rocki          |

### Televíziós szerepek
| Év   | Cím                | Szerep   | Megjegyzések       |
| ---- | ------------------ | -------- | ------------------ |
| 2022 | Doktor Balaton     | Sándor   | 3. évad 7. epizód  |
| 2024 | …a szomszéd tehene | szomszéd | 1. évad 44. epizód |

## Szinkronszerepei
| Film vagy sorozat cím: alcím                          | Eredeti cím: alcím                                  | Karakter           | Színész               | Megjegyzés          |
| ----------------------------------------------------- | --------------------------------------------------- | ------------------ | --------------------- | ------------------- |
| A 81-es számú archívum: Rejtélyes jelek               | Archive 81: Mystery Signals                         |                    |                       | 1. évad 1. epizód   |
| Az ablakomon át – A tengeren túl                      | A través del mar                                    |                    |                       |                     |
| Alibi.com 2.                                          | Alibi.com 2                                         |                    |                       |                     |
| Avatar – A víz útja                                   | Avatar – The Way of Water                           | Lo’ak              | Britain Dalton        |                     |
| Barbie                                                | Barbie                                              |                    |                       |                     |
| Berlin                                                | Berlin                                              | Roi                | Julio Peña Fernández  |                     |
| Bob Marley – One Love                                 | Bob Marley – One Love                               | Seeco fiatalon     | Matthew Malcolm Blake |                     |
| City Hunter                                           | Shiti Hanta                                         |                    |                       |                     |
| Csapatépítés                                          | Konferensen                                         |                    |                       |                     |
| Egy részed                                            | En del av dig                                       | Sam                | Emil Hedayat          |                     |
| Az éhezők viadala – Énekesmadarak és kígyók balladája | The Hunger Games – The Ballad of Songbirds & Snakes | Billy Taupe        | Dakota Shapiro        |                     |
| Értelem, érzelem és a hóemberek                       | Sense, Sensibility & Snowmen                        |                    |                       |                     |
| A félelem bére                                        | Le salaire de la peur                               | Djibril            | Bakary Diombera       |                     |
| A főkertész                                           | Master Gardener                                     |                    |                       |                     |
| Gengszterek fodrásza                                  | Qing wen hai you na li xu yao jia qiang             |                    |                       |                     |
| Gonosz halott – Az ébredés                            | Evil Dead Rise                                      | Gabriel            | Jayden Daniels        |                     |
| Gran Turismo                                          | Gran Turismo                                        | Jann Mardenborough | Archie Madekwe        |                     |
| Gyilkos paradoxon : 1. rész                           | Sarinja-ng-Nangam : Episode 1                       |                    |                       |                     |
| Halálos harcmező                                      | Outside the Wire                                    |                    |                       |                     |
| A halottak hadserege                                  | Army of the Dead                                    |                    |                       |                     |
| A hó társadalma                                       | La sociedad de la nieve                             | Daniel Maspons     | Santiago Vaca Narvaja |                     |
| Insidious – A vörös ajtó                              | Insidious – The Red Door                            | Alec Anderson      | Justin Sturgis        |                     |
| Képességeink határa                                   | Biônicos                                            | Gus Santos         | Christian Malheiros   |                     |
| Lovely Boy                                            | Lovely Boy                                          |                    |                       |                     |
| Lupin: 1. fejezet                                     | Lupin: Chapter 1                                    |                    |                       |                     |
| Madame Web                                            | Madame Web                                          |                    |                       |                     |
| Minyonok – Gru színre lép                             | Minions – The Rise of Gru                           |                    |                       |                     |
| Ms. Marvel: * Útkeresés * Paff                        | Ms. Marvel: × Generation Why × Crushed              |                    |                       | 1. évad 1-2. epizód |
| Nyugi, gyalog nem jut messzire                        | Don’t Worry, He Won’t Get Far on Foot               |                    |                       |                     |
| Párbaj                                                | Battle                                              |                    |                       |                     |
| A pusztaság vadászai                                  | Hwang-ya                                            | Csivan             | Lee Joon-young        |                     |
| Ruby Gillman, tinikráken                              | Ruby Gillman, Teenage Kraken                        |                    |                       |                     |
| Szárnyalj!                                            | Goldbeak                                            | Kőszál (hangja)    | Yi Zhou               |                     |
| Utolsó éjszaka a Sohóban                              | Last Night in Soho                                  |                    |                       |                     |
| Vaják : A találkozás                                  | The Witcher : Reunion                               |                    |                       | 3. évad 3. epizód   |
| Védőr                                                 | Wil                                                 |                    |                       |                     |
| Vegyél el                                             | Marry Me                                            |                    |                       |                     |
| A zöld lovag                                          | The Green Knight                                    | útonálló           | Barry Keoghan         |                     |